# AS Nancy
Association Sportive Nancy-Lorraine (phát âm tiếng Pháp: [a.sɔ.sja.sjɔ̃ spɔrtɪv nɑ̃si-lɔʁɛn], hay còn gọi là AS Nancy-Lorraine, AS Nancy, ASNL,Nancy, là một đội bóng được thành lập năm 1919 tại Nancy. Hiện tại, đội bóng đang thi đấu tại Championnat National 2, lần đầu tiên trong lịch sử đội bóng, từ mùa giải 2023-24.

## Cầu thủ

### Đội hình hiện tại
Tính đến 31 tháng 1 năm 2023.
Ghi chú: Quốc kỳ chỉ đội tuyển quốc gia được xác định rõ trong điều lệ tư cách FIFA. Các cầu thủ có thể giữ hơn một quốc tịch ngoài FIFA.
| Số | VT | Quốc gia    | Cầu thủ                               |
| -- | -- | ----------- | ------------------------------------- |
| 1  | TM | Sénégal     | Abdoulaye Diallo                      |
| 2  | HV | Pháp        | Baptiste Aloé                         |
| 4  | HV | Pháp        | Thomas Basila (cho mượn từ Oostende)  |
| 5  | HV | Bờ Biển Ngà | Ibrahim Cissé                         |
| 6  | TV | Pháp        | Alexis Giacomini                      |
| 7  | TV | Sénégal     | Mayoro N'Doye                         |
| 8  | TĐ | Guadeloupe  | Lenny Nangis                          |
| 9  | TĐ | Pháp        | Thomas Robinet (cho mượn từ Oostende) |
| 10 | TV | Pháp        | Alexandre Cropanese                   |
| 11 | TĐ | Pháp        | Victor Glaentzlin                     |
| 12 | TV | Pháp        | Neil El Aynaoui                       |
| 14 | TV | Pháp        | Maxime Nonnenmacher                   |
| 15 | HV | Sénégal     | Prince Mendy                          |
| 16 | TM | Pháp        | Martin Sourzac                        |

| Số | VT | Quốc gia | Cầu thủ                                    |
| -- | -- | -------- | ------------------------------------------ |
| 17 | HV | Pháp     | Baptiste Etcheverria                       |
| 18 | TV | Pháp     | Baptiste Mouazan                           |
| 19 | TĐ | Pháp     | Axel Francke                               |
| 20 | HV | Pháp     | Isaak Umbdenstock                          |
| 21 | HV | Pháp     | Lucas Pellegrini                           |
| 23 | TĐ | Sénégal  | Diafra Sakho                               |
| 24 | HV | Pháp     | Gaëtan Bussmann                            |
| 25 | TĐ | Pháp     | Ervin Taha                                 |
| 26 | TV | Pháp     | Lucas Deaux                                |
| 29 | TĐ | Pháp     | Lamine Cissé                               |
| 30 | TM | Pháp     | Marco Giagnorio                            |
| —  | HV | Pháp     | Julien Dacosta (cho mượn từ Coventry City) |
| —  | TV | Pháp     | Giovanni Haag                              |
| —  | TĐ | Pháp     | Alexis Lefebvre (cho mượn từ Troyes)       |

### Cho mượn
Ghi chú: Quốc kỳ chỉ đội tuyển quốc gia được xác định rõ trong điều lệ tư cách FIFA. Các cầu thủ có thể giữ hơn một quốc tịch ngoài FIFA.
| Số | VT | Quốc gia | Cầu thủ                                                  |
| -- | -- | -------- | -------------------------------------------------------- |
| —  | HV | Pháp     | Shaquil Delos (tại Estoril đến ngày 30 tháng 6 năm 2023) |

### Đội dự bị
Tính đến 1 tháng 2 năm 2022. 
Ghi chú: Quốc kỳ chỉ đội tuyển quốc gia được xác định rõ trong điều lệ tư cách FIFA. Các cầu thủ có thể giữ hơn một quốc tịch ngoài FIFA.
| Số | VT | Quốc gia | Cầu thủ           |
| -- | -- | -------- | ----------------- |
| —  | TM | Pháp     | Marco Giagnorio   |
| —  | TM | Maroc    | Yanis Kouini      |
| —  | HV | Pháp     | Samir Bouzar      |
| —  | HV | Pháp     | Waldemar Correia  |
| —  | HV | Pháp     | Axel Guessand     |
| —  | HV | Pháp     | Noah Louvet       |
| —  | HV | Slovakia | Johan Morel       |
| —  | HV | Pháp     | Leon Munich       |
| —  | HV | Pháp     | Ousmane Stephanus |
| —  | TV | Pháp     | Theo Florentin    |

| Số | VT | Quốc gia | Cầu thủ             |
| -- | -- | -------- | ------------------- |
| —  | TV | Pháp     | Ben Chayeel Hamada  |
| —  | TV | Pháp     | Enzo Huygues        |
| —  | TV | Pháp     | Clément Lhernault   |
| —  | TV | Algérie  | Farés Mehenni       |
| —  | TV | Pháp     | Matheo Messuwe      |
| —  | TV | Pháp     | Maxime Nonnenmacher |
| —  | TĐ | Pháp     | Celestin Blondel    |
| —  | TĐ | Pháp     | Axel Francke        |
| —  | TĐ | Pháp     | Gwilhem Tayot       |

### Các cựu cầu thủ nổi tiếng
Dưới đây là các cựu cầu thủ nổi tiếng từng đại diện cho Nancy tại Ligue 1 và các giải quốc tế từ năm 1967. Để có tên trong danh sách này, một cầu thủ phải ra sân ít nhất 100 trận chính thức cho đội bóng.
Đối với danh sách đầy đủ các cầu thủ đã và đang thi đấu cho Nancy, xem Thể loại:Cầu thủ bóng đá AS Nancy Lorraine
- Éric Bertrand
- Frédéric Biancalani
- Stéphane Capiaux
- Bernard Caron
- Albert Cartier
- Didier Casini
- Jean-Claude Cloët
- Carlos Curbelo
- Gaston Curbelo
- Paul Fischer
- Roger Formica
- Charles Gasperini
- Franck Gava
- Bruno Germain
- Massadio Haïdara
- Vincent Hognon
- Philippe Jeannol
- Cédric Lécluse
- Éric Martin
- Sylvain Matrisciano
- Laurent Moracchini
- Youssef Moustaid
- Jean-Michel Moutier
- Pierre Neubert
- Benjamin Nicaise
- Jean Palka
- Jacky Perdrieau
- Didier Philippe
- Michel Platini
- Sébastien Puygrenier
- Éric Rabésandratana
- Jean-Pierre Raczynski
- Olivier Rambo
- Olivier Rouyer
- Paco Rubio
- Tony Vairelles
- André Luiz
- Djamel Bakar
- Tomi Ozkan
- Mustapha Hadji
- Youssef Hadji
- Monsef Zerka
- Ryszard Tarasiewicz
- Tony Cascarino
- Issiar Dia
- Pape Diakhaté
- Oleksandr Zavarov
- Pablo Correa
- Rubén Umpiérrez

## Các huấn luyện viên
| Dates        | Name             | Notes                                                          |
| ------------ | ---------------- | -------------------------------------------------------------- |
| 1967–1970    | René Pleimelding | Nancy's first official coach.                                  |
| 1970–1979    | Antoine Redin    | Led the club to the first division and won the Coupe de France |
| 1979–1982    | Georges Huart    |                                                                |
| 1982–1984    | Hervé Collot     |                                                                |
| 1984–1987    | Arsène Wenger    |                                                                |
| 1987–1990    | Robert Dewilder  |                                                                |
| 1990–1991    | Aimé Jacquet     |                                                                |
| 1991         | Marcel Husson    |                                                                |
| 1991–1994    | Olivier Rouyer   |                                                                |
| 1994–2000    | László Bölöni    | First manager outside of France to coach the team.             |
| 2000–2002    | Francis Smerecki |                                                                |
| 2002         | Moussa Bezaz     |                                                                |
| 2002–2011    | Pablo Correa     | Led the club back to Ligue 1 and won the Coupe de la Ligue     |
| 2011–present | Jean Fernandez   |                                                                |

## Danh hiệu
- Ligue 2
  - Champions (4): 1975, 1990, 1998, 2005
- Coupe de France
  - Champions (1): 1978
- Coupe de la Ligue
  - Champions (1): 2006
- Coupe Gambardella
  - Runners-Up (1): 1974